# Бичер (Какањ)
Бичер је насељено мјесто у Босни и Херцеговини у Општини Какањ које административно припада Федерацији Босне и Херцеговине. Према попису становништва из 1991. у насељу је живјело 379 становника.

## Становништво
| Националност       | 1991.        |
| Муслимани          | 315 (83,11%) |
| Срби               | 54 (14,25%)  |
| Хрвати             | 0            |
| Југословени        | 7 (1,85%)    |
| остали и непознато | 3 (0,79%)    |
| Укупно             | 379          |